# Resogun
Resogun (stavat som RESOGUN) är ett voxel-baserat sidscrollande shoot 'em up-spel utvecklat av den finska spelstudion Housemarque och gavs ut av Sony Computer Entertainment till Playstation 4, Playstation 3 och Playstation Vita. PS4-versionen gavs ut i Nordamerika och Europa i november 2013 och i Japan i februari 2014. Vita- och PS3-versionerna gavs ut i december 2014. Resogun: Heroes, det första DLC-paketet, gavs ut i Nordamerika den 24 juni 2014, medan det andra DLC-paketet, Resogun: var Defenders gavs ut den 17 februari 2015.
Resogun, som är en PS4-lanseringstitel, är baserat på spel som Defender och Datastorm, och anses vara den andliga uppföljaren till Housemarques tidigare shoot 'em up-spel Super Stardust HD och Super Stardust Delta. I spelet ska spelaren bekämpa fiender och rädda instängda människor i en cylindrisk, voxel-baserad värld. Spelet mottogs väl av speljournalister, som hyllade dess grafiska förmåga, snabba gameplay och soundtrack. Spelet kritiserades för sin korta längd och brist på handledning eller förklaringar om flera spelelement. Resogun vann flera utmärkelser och nominerades till Action Game of the Year under 2014 DICE Awards och visades också upp på 2014 GDC Choice Awards.